# Växjö högre allmänna läroverk
Växjö högre allmänna läroverk var ett läroverk i Växjö verksamt från 1858 till 1968.

## Historia
Skolan hävdar rötter till Växjö domskola. Enligt Laterankonciliet 1179, skulle det finnas ett prebende för en lärare i teologi vid varje domskola. Med säkerhet kan man belägga existensen av Växjö domskola genom ett par donationsbrev från 1340-talet. Under hela medeltiden var skolan knuten till kyrkan. Dels tjänstgjorde skolans lärare samtidigt i domkyrkan, dels syftade utbildningen till en framtid i kyrkans tjänst.
Sina gymnasieprivilegier fick skolan 1643 under drottning Kristinas förmyndarregering. Gymnasiet i Växjö blev landets sjätte. Periodvis hade man under denna tid över 500 elever. Från 1600-talets början kom den att kallas för katedralskola till skillnad från de skolor av enklare typ som fanns i provinsstäderna.
I anslutning till gymnasiereformen 1849 uppgick gymnasiet i en med lägre skolor och bildade ett högre elementarläroverk som 1879 blev Växjö högre allmänna läroverk. Skolan kommunaliserades 1966 och fick namnet Katedralskolan 1965. Studentexamen gavs från 1864 till 1968 och realexamen från 1907 till åtminstone 1966.

## Byggnader
År 1695 påbörjade man bygget av nya skollokaler då den gamla träbyggnaden var i mycket dåligt skick, men först 1715 stod det så kallade Karolinergymnasiet, också det beläget i direkt anslutning till Domkyrkan, färdigt. Byggnaden uppfördes med material från Kronobergs slott som vid den tiden förvandlats till ruin. Det var här biskop Esaias Tegnér höll sina berömda skoltal. Byggnaden är idag Växjös äldsta profana byggnad och byggnadsminnesförklarad. 
När Karolinergymnasiet blev för litet flyttade man 1860 till Norrtullskolan, nedanför biskopsresidenset Östrabo. 
1889 fick skolan återigen nya lokaler och undervisningen flyttades till en lokal vid Växjösjön. Skolbyggnaden ritades av Magnus Isæus.
En ny skolbyggnad invigdes 1958 och är utformad i Bauhaus-stil. Den är ritad av Åke E. Lindqvist, byggd av fabrikstillverkade betongelement.

## Tidigare elever
I den långa raden av elever som gått på Karolinergymnasiet märks Carl Linneaus (Carl von Linné), Samuel Ödmann, Pehr Henrik Ling, Pär Lagerkvist och Peter Wieselgren.

## Fotnoter
1. 1 2  Växjö - från forntida marknadsplats till nutida regioncentrum, Larsson, Lars-Olof och Petersson, Thorsten
2. ↑   Sveriges Statskalender. 1877. https://runeberg.org/statskal/1877/0333.html
3. ↑  ”Växjö högre allmänna läroverk arkiv”. Riksarkivet. https://sok.riksarkivet.se/?ValdSortering=Relevans&Sokord=Växjö+läroverket+arkiv&FacettFilter=arkis_ark_typ_facet%24Arkiv%3Ar. Läst 7 april 2016.
4. ↑  Isæus, Magnus
5. ↑  Staffan Bengtsson och Göran Willis: K-spanarna går husesyn, Bilda Förlag 2001, ISBN 91-574-5963-0<, sid 43-47